# Королевства Моси

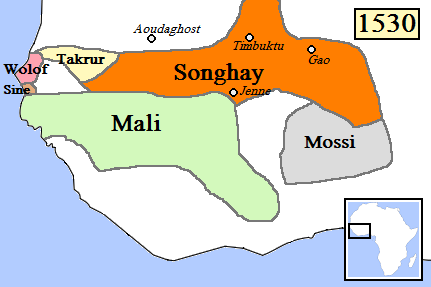
Территория королевств Моси к 1530 году.

Королевства Моси (иногда ошибочно называемые «Империей Моси») — три сильных государства, существовавших на территории современной Буркина-Фасо. 
Все они имели сходные обычаи и форму государственного устройства, однако управлялись независимо друг от друга. Королевства участвовали в локальных конфликтах между собой либо объединялись перед лицом мусульманской агрессии с севера (с территории Мали).

## История, география и устройство
Моси мигрировали в Буркина-Фасо из северной Ганы на исходе XI века. Они покинули историческую родину, известную как Йонйонзе, и сформировали разносторонне развитые государства с сильными армиями, делавшими ставку на кавалерию. Моси успешно отражали нападения мусульманских народов мандинка и сонгай, периодически захватывая часть территории Мали. Они придерживались, и, в большинстве своем, придерживаются по сей день, традиционных верований.

### Тенкодого

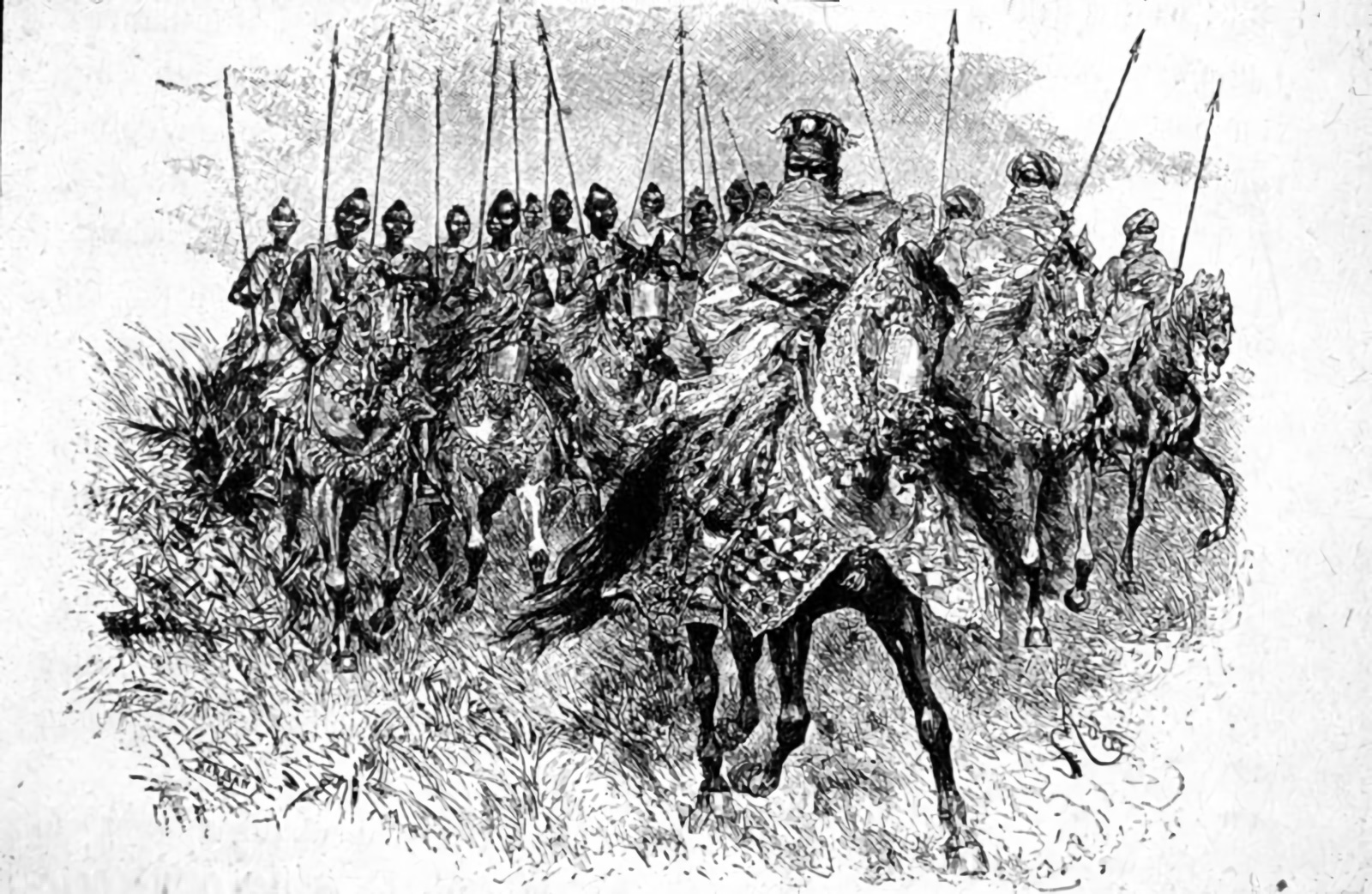
Кавалерия Моси специализировалась как в набегах на территорию Мали и Сонгая, так и в защите собственных земель.

Первым королевством Моси было Тенкодого, известное как Старая родина Тенкодого. Оно было образовано в 1120 году на территории современного Тенкодого в Буркина-Фасо. Его первого правителя звали Нааба, столица называлась Тенкодого (от этого топонима и произошло название государства).

### Ятенга
Вторым королевством Моси была Ятенга, основанная в 1333 году во времена противостояния агрессии империи Мали с севера. Его правителя звали Ятенга Нааба, столицей был город Вахигуя (основана Ятенга Нааба, название в переводе означает «Приди и почти короля»), нынешний город Уахигуя.

### Вогодого
Третье и последнее великое королевство Моси называлось Вогодого (Вагадугу/Уагадугу), основано Нааба Уэдраого, сыном принцессы Йененги. Вогодого начало доминировать на территории современной Буркина Фасо в 1441 году. Его властитель Моого Нааба осуществлял управление из существующего поныне города Уагадугу.

## Падение
Королевства Моси существовали вплоть до конца XIX века, когда они были покорены французами. Тенкодого, самое древнее королевство, было захвачено первым в 1894 году. Ятенга не повторила судьбу Тенкодого, подписав с Францией договор о протекторате в мае 1895 года. Вагадугу был захвачен в сентябре того же года, над ним был установлен французский протекторат. Вобого, последний независимый Мого Наба народа Моси и правитель Уагадугу, был формально низложен в 1897 году и отправлен в ссылку в Зонгоири (Золотой Берег), где и умер в 1904 году.